# مقتل رامونا مور
كانت رامونا مور امرأة تبلغ من العمل 35 سنة عثر على جثتها بعد 3 أعوام من اختفائها.

## مقتل رامونا مور
في الواحد و العشرون من أبريل عام 2015 تم العثور على بقايا جثة امرأة في بلومينج جروف الشمالية في ولاية نيويورك الأمريكية، و تم التعرف على أنها جثة رامونا مور البالغة من العمر 35 عاماً و كانت قد اختفت من عام 2012 حيث شوهدت لآخر مرة عند دخولها شقتها الواقعة بمنزل بالقرب من كروتونا بارك بحى برونكس في نيويورك يوم 12 يوليو عام 2012.
في عام 2014، اتهمت شرطة نيويورك ناسين بونى مشرف البناية التي كانت تسكن فيها بقتلها، و لكن دون العثور على جثتها حيث تم الاشتباه فيه منذ بداية التحقيقات في اختفائها فإن أصدقاء رامونا قالوا أنه كان بينهم مشاجرات بسبب أقساط الإيجار بالإضافة إلى ذلك تم العثور على أدلة ظرفية ترشح تخلصه من جثة في يوم اختفائها، و بعد عملية تفتيش لقبو رامونا رفع بونى دعوى اتهم فيها الشرطة بسرقة أمواله و قد ادعى من حينها أن اتهامه بقتلها كان انتقاما منه بسبب ذلك.
تم القبض على بونى في عام 2014 في ولاية بنسلفانيا بواسطة حراس فيدراليين، في وقت اعتقاله، ادعى أن اختفاء الجثة كان ينبغي أن يبعد عنه الاتهام، كان قد تحدد موعد محاكمته في أبريل 2015 بعد أيام من العثور على جثة رامونا و كانت ستكون أول محاكمة لجريمة قتل بدون العثور على جثة الضحية في مقاطعة برونكس و تم تأجيلها بعد العثور على الجثة لكى يطلع عليها المدققون الطبيون عليها و معرفة أسباب وفاة رامونا.
في وقت اختفاء رامونا كان بونى يواجه ادعاء تعدى حيث هاجم زوجته الذي أدى إلى إصابتها بجروح بالغة، و بعد اكتشاف جثة رامونا كان قد تمت ادانته و الحكم عليه بأربعة أعوام للاعتداء على زوجته.
استطاع الدفاع الحصول على سجلات تثبت انتظام رامونا في دفع الإيجار و اوضح المدعون أن الشجار الذي قام بينهما لم يكن بسبب ايجار الشقة و لكن بسبب محاولة بونى إجبار رامونا على التوقيع على مستندات زائفة من شأنها رفع الإعانات التي تقدمها الدولة له كمالك للشقة وفقا لقرار القسم الثامن، و لإثبات هذه النظرية، قاموا بإستدعاء نسخة غير محررة من مقابلة لبونى مع قناة تليفزيونية محلية كانت قد أجرت تحريات عن القضية و لكنها رفضت إعطاء محتواها للشرطة بشدة. و بعد شهر من المحاكمة تمت تبرئة بونى من القتل العمد و اتهامه بدرجة أقل من ضمن نفس الجريمة و هي القتل غير العمد.